# Eclipse (잉베이 말름스틴의 음반)
《Eclipse》는 1990년 4월 20일, 폴리도르 레코드를 통해 발매된 스웨덴의 기타리스트 잉베이 말름스틴의 다섯 번째 스튜디오 음반이다. 이 음반은 미국 빌보드 200에서 112위에 올랐고 6주 동안 차트에 머물렀으며, 다른 6개국에서 50위 안에 들었다.

## 반응
| 전문가 평가 | 전문가 평가 |
| 평가 점수   | 평가 점수   |
| 출처        | 점수        |
| ----------- | ----------- |
| AllMusic    | [ 1 ]       |

올뮤직의 스티브 휴이는 《Eclipse》에게 "말름스틴이 《Odyssey》 소재에서 라디오 준비 상태를 더 잘 달성하는 신클래식 록커들의 유능한 세트를 만들어 내는 것처럼 들리지만, 여기에 새롭게 들리는 것은 없다"고 설명하면서 《Eclipse》에게 5개 중 3.5개의 별을 선사했다.

## 곡 목록
모든 곡들은 특별한 언급이 없는 한 잉베이 말름스틴에 의해 작사/작곡하였다.
| #   | 제목                                | 작사·작곡               | 재생 시간 |
| --- | ----------------------------------- | ----------------------- | --------- |
| 1.  | 〈Making Love〉                     | 말름스틴, 괴란 에드먼   | 4:56      |
| 2.  | 〈Bedroom Eyes〉                    | 말름스틴, 에드먼        | 4:02      |
| 3.  | 〈Save Our Love〉                   |                         | 5:24      |
| 4.  | 〈Motherless Child〉                |                         | 4:13      |
| 5.  | 〈Devil in Disguise〉               | 말름스틴, 에리카 노버그 | 6:11      |
| 6.  | 〈Judas〉                           | 말름스틴, 에드먼        | 4:25      |
| 7.  | 〈What Do You Want〉                |                         | 3:49      |
| 8.  | 〈Demon Driver〉                    | 말름스틴, 노버그        | 3:25      |
| 9.  | 〈Faultline〉                       | 말름스틴, 에드먼        | 5:08      |
| 10. | 〈See You in Hell (Don't Be Late)〉 |                         | 3:39      |
| 11. | 〈Eclipse (기악)〉                  |                         | 3:46      |